# Arabe najdi
L'arabe najdi ou arabe du Najd (en arabe : اللهجة النجدية) est un groupe de variétés arabes originaires de la région du Najd en Arabie saoudite.
En raison de la migration, plusieurs régions situées à l'extérieur du Najd, notamment les régions de l'Est, d'Al Jawf, de Najran et du Nord, parlent de nos jours principalement le najdi. En dehors de l'Arabie saoudite, il est aussi la principale variété arabe parlée dans le désert syrien de l'Irak, de la Jordanie et de Syrie (à l'exception de Palmyre oasis et des colonies qui parsèment l'Euphrate, où est parlé l'arabe mésopotamien) ainsi que la partie ouest de Koweït . 
- Le najdi du Nord, parlé dans les régions de Ha'il et Al-Qassim dans le Najd[1],[2].
- Le najdi mixte central du nord d' Al-Qassim [2][3].
- Le najdi central (najdi urbain), parlé dans la ville de Riyad et dans les villes et les communautés agricoles environnantes[2][1].
- Le najdi du sud, parlé dans la ville d'Al-Kharj, les villes environnantes, ainsi que dans le Rub 'al-Khali[2].